# 阿拉伯联合酋长国地理
阿拉伯联合酋长国位于阿拉伯半岛东部，地处波斯湾进入印度洋的海上交通要冲。西和南与沙特阿拉伯交界、东和东北与阿曼毗连，北面濒临波斯湾。境内地势低平，境内绝大部分是海拔200米以下的荒漠。仅东北部哈迦山脉地区为山地，哈迦山脉以东阿曼湾沿岸为巴廷纳海岸。全境属于热带沙漠气候，炎热干燥，年降水量仅75毫米左右。

## 气候
2024年4月16日，阿联酋遭遇有气象纪录（1949年）以来最强日降雨，艾因地区在不到24小时内降雨量达到254.8毫米。罕见暴雨致迪拜等地严重洪灾。